# H0-s méretarány

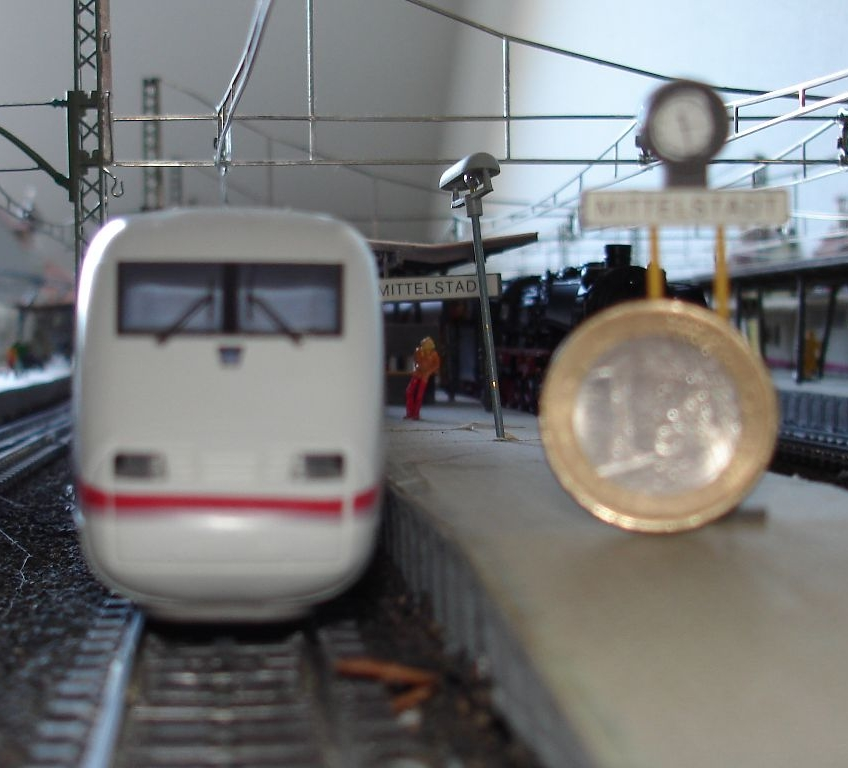
H0 méretarányú ICE 1 motorvonat és egy 1 eurós érme

A H0-s építési nagyság (magyarul elterjedtebb a német eredetű „há-nulla” kiejtés, de az angolos „há-ó”, „éjdzs-ó” is megfelelő) a vasútmodellezésben használt legelterjedtebb méretarány normál nyomközű modelljeit jelenti, mértéke 1:87. Eredetileg 1:90 volt, ami a 0-s ('nullás'/'oh') építési nagyság feleként (H0 - 'Halb Null'/'Half oh', azaz fél nulla) lett létrehozva. Az 1435 mm-es normál nyomtávolság a H0-s modellek esetében 16,5 mm-es nyomtávolságot jelent.

## Története
A 20. század elején vezették be a 0-s méretarányt a vasútmodellezésben, ami az 1:45-ös méretaránynak felelt meg. Praktikus okokból azonban hamarosan, már a második világháború előtt fontolóra vették a méretarány megfelezését egyrészt költségcsökkentési céllal, másrészt annak érdekében, hogy az otthoni modellezést, terepasztal-építést elősegítsék.
Ennek érdekében az 1435 mm-es normálnyomtávot 1:87-es méretarányban kicsinyítve megkapták a 16,5 mm-es modellnyomtávot.
Fontos megjegyezni, hogy ekkoriban eredetileg a H0 méretarányt 00 méretaránynak nevezték, amely ma is létezik önállóan is elsősorban az angol vasútmodellezésben, az utóbbinak a méretaránya azonban 1:76,2. Ennek megfelelően a két elnevezés a fogalmi keveredés elkerülése érdekében a történeti jellegű említés kivételével ma már külön értelemben használandó.
A 00-s elnevezést használva már 1922-ben a nürnbergi Bing cég kihozott egy 16,5 mm-es nyomtávú modellt, kezdetben óraszerkezet-meghajtással, 1924-ben pedig elektromos meghajtással. A Kibri cég gyártott hozzá megfelelő méretarányú épületeket is.
A Trix Express a maga kollekciójával az 1935-ös tavaszi Lipcsei Vásáron jelent meg, a Märklin pedig szintén 1935-ben követte ezt az őszi Lipcsei Vásáron. Noha a Bing-féle verzióhoz küllemre meglehetősen hasonló volt, a Märklin-féle megvalósításban a sínek műszaki megoldása érdemben eltért a tíz évvel korábbi elődjéétől.
Az 1950-es és 1960-as években a 0-s méretarány piaci dominanciáját kezdte megtörni, és már ekkor a harmadik legkedveltebb méretaránnyá vált. 1948-tól az NDK-ban a keletnémetországi piac ellátására létrehozott PIKO kezdte el gyártani a maga modelljeit. Később ezt forgalmazták a keleti blokk országaiban, így Magyarországon is.
Magyarországon a PIKO-termékek mellett az 1970-es évektől kis mennyiségben budapesti magánkereskedők is forgalmazták a H0-s modelleket, és bizonyos mértékig a magánimportnak is volt szerepe. A H0 méretarány ugyanakkor kevésbé volt domináns, mivel a TT méretarány (1:120) is szélesebb körben elérhető volt, és a kisebb helyigény, de még mindig jó részletgazdagság az utóbbit a lakótelepi lakásokban előnyösebbé tette.

## Mai helyzet
A német piacon a H0 méretarány a legnépszerűbb, piaci részesedése mintegy 70%. Észak-Amerikában és Nagy-Britanniában is népszerű ez a nyomtáv, itt az elnevezése HO (éjcs-ou) vagyis a nulla helyett O betűt írnak és ejtenek, mivel az angolban a nullát bizonyos esetekben O-nak ejtik, de az attól még nulla. Angolszász nyelvterületen kiterjesztő értelemben nemcsak vasútmodellezésben használják a kifejezést, hanem autómodelleknél is, amennyiben a méretarány az 1:87 közelébe esik.